# Народно читалище „Братство – 1869“
Народно читалище „Братство – 1869“ е читалище в град Кюстендил, България.

## История
Читалището е основано на 1 юли 1869 г. под името „Българско читалище“ в сградата на взаимното училище „Св. св. Кирил и Методий“, с председател Георги Друмохарски, касиер В. Иванов, писар Хр. Попманчов и 36 членове. През 1872 г. е изработен читалищен устав. Носи последователно следните имена „Цвят“ (1879), „Българско читалище“ (края на 1879 – 1882), „Развитие“ (1883), „Кирил-Методиевско читалище“ (1886), „Братство“ (1891), „Васил Коларов“ (1950) и отново „Братство“ (след 1990).
Целта на читалището (според устава от 1879 г.) е да повишава образованието на населението на Кюстендил, Кюстендилско и по възможност в Македония, да подпомага бедни ученици, да създаде библиотека и др.
С помощта на читалището през 1869 г. учителят Д. Любенов основава читалище „Зора“ в Крива паланка, през 1892 г. Ев. Сърчаджиев основава читалища в Цариброд и Кочани, а през 1911 г. и в Босилеград. Читалищните дейци Тодор Пеев и Димитър Македонски в манастира „Св. Йоаким Осоговски“ (край Крива паланка) основават таен революционен комитет (1872) под председателството на игумена Аверки Попстоянов. Събират се средства за подпомагане борбите на българите в Македония.
През 1891 г. е изработен нов устав на читалището. Активни дейци са Ефрем Каранов, проф. Йордан Иванов и др. През 1893 е назначен първият библиотекар на обществени начала.
През 1907 по проект на арх. Христо Ковачевски е построена нова читалищна сграда, преустроена (1914 г.) по проект на арх. Балканджиев и достроявана през 30-те години. Разположена е в паркова среда по западния фронт на централния градски площад „Велбъжд".
Първата пиеса, поставена на читалищната сцена, е „Зла жена“ (на 8 февруари 1873 г., в салона на училище „Кирил и Методий“). Изградена е театрална трупа от местни културни дейци: Стоян Заимов, Т. Иванов, Ефрем Каранов, Георги Друмохарски, Васил Лекарски и други. За периода 1873 – 1907 г. са играни 47 пиеси. От 1907 г. самодейният театрален състав нараства до 120 души. Читалищната трупа поставя началото (1 януари 1952 г.) на Драматичен театър „Крум Кюлявков“.
Читалището е родоначалник и на музейното дело в града (1907). Пръв уредник е Гаврил Златевски. През 1938 в музея има 2783 експоната. Определен принос за развитието на музейното дело има проф. Йордан Иванов. На 6 август 1944 г. са открити художествена галерия и музей.
Първите сведения за читалищно кино датират от 1900 г. През 1914 г. театралният деец П.К. Стойчев наема читалищния салон за кинопрожекции.
През 1886 г. читалищната библиотека разполага с 205 тома. През 1959 г. библиотеката прераства в Окръжна библиотека с книжен фонд над 100 000 тома.
В читалището се поставят и основите на музикалното дело в града. През 1902 г. под диригентството на Константин Рамаданов се създава мъжкият хор „Кавал“. През 1915 г. мандолинният оркестър, с ръководител Г. Семерджиев, преминава към читалището, изнася самостоятелни концерти и участва с музикален съпровод в постановките на читалищния театър. През 1918 г. се поставя началото на оперното изкуство. След 9 септември 1944 г. към читалището последователно се създават симфоничен оркестър и литературният кръжок „Крум Кюлявков“ (1946), Детска музикална школа (1954), духов оркестър (1957), народен хор (1960, Ансамбъл за народни песни и танци (1964), танцов състав (1961), хор „Дружба“ (1969).
Читалището от създаването си развива активна лекционна пропаганда (беседи, сказки и др.). Първата беседа е изнесе¬на през 1869 от В. Лекарски на тема „За значението на читалището“. През Първата световна война (1914 – 18) читалището е превърнато в склад.
След 9 септември 1944 г. читалището е в системата на Окръжен териториален комплекс „Култура“. През 1981 г. се премества в бившата сграда на Районния съд (ул. Гороцветна 43), а впоследствие (1992) – в сградата на Младежкия дом. През 1981 г. по решение на ОК на БКП сградата на читалището на пл. „Велбъжд“ е разрушена въпреки протестите на гражданството. От нея е запазена само част от източната фасада.
Читалище „Братство“ е организатор на Международния фестивал на класическата китара „Акад. Марин Големинов“, който е най-големият музикален форум от този род на Балканите. Всяка година читалище „Братство“ е организатор и на Националната конференция на китаристите в България.
От 2006 г. читалище „Братство“ е Регионална „Евродеск“ точка. ЕвроДеск е информационна мрежа на Европейския съюз, създадена с цел подпомагане и предоставяне на информация и консултация на младежи и специалисти от цяла Европа. През септември 2006 г. в читалището е открит и Телецентър със свободен достъп до интернет.
През 1959 г. е обявено за „Образцово народно читалище“. Читалището е носител на орден „Кирил и Методий“ I степен. (1955).